# Orlov-Rostopchin
Selle russe
Vous lisez un « bon article » labellisé en 2015.
L'Orlov-Rostopchin, ou selle russe (russe : Русская верховая), est une race de chevaux de selle et de sport originaire de Russie. Née au XIXe siècle de la fusion des chevaux de selle reproducteurs des comtes Orlov et Rostoptchine, elle connaît une histoire mouvementée. Très célèbre à la fin du XIXe siècle comme monture de dressage et de cavalerie, la race est décimée après la Première Guerre mondiale. Elle est restaurée par Semion Boudienny, et prend le nom de « selle russe ». Pratiquement éteinte après la Seconde Guerre mondiale, elle est recréée officieusement à partir des années 1950 pour donner le selle ukrainien. Grâce à ses succès en compétition de dressage jusqu'au niveau international, les éleveurs russes la font renaître officiellement depuis 1978, à partir de croisements avec des Trakehners. Le selle russe souffre malgré tout d'un manque de reconnaissance.
Le selle russe moderne se présente comme un cheval de sport élégant, à la robe noire. La sélection est drastique. Elle comprend deux évaluations, à deux et quatre ans, avant d'autoriser l'animal à la reproduction. Les effectifs sont très réduits, la race est toujours estimée en danger critique d'extinction. Exportée aux États-Unis dans les années 1990, elle a entraîné la création d'une association de race en Amérique du Nord.

## Dénomination
« Orlov-Rostopchin » est le nom originel de la race, officialisé en 1845 en même temps que la fusion du cheptel du comte Orlov avec celui du comte Rostoptchine. Le nom de « selle russe » (russkyi verkhovod) est plus récent, étant officialisé presque un siècle plus tard par les fonctionnaires de l'Union soviétique, désireux d'effacer les traces des origines aristocratiques de ces chevaux. En Russie, le nom officiel de la race est verkhovod russkyi. Cependant, « Orlov-Rostopchin » tend à s'imposer comme nom international ces dernières années. D'après Jean-Louis Gouraud, la Russie est le seul pays au monde où des races de chevaux sont baptisées du nom de leurs naisseurs.

## Histoire
Les origines du développement de la race sont à chercher dès le milieu du XVIIIe siècle, la Russie ayant d'importants élevages équins pour le transport, l'usage militaire et le dressage classique, en relation avec la cour de France pour ce dernier usage. Les tsars pratiquent une équitation de cour artistique qui demande un cheval de selle qualiteux. Catherine II fait appel aux frères Orlov pour mener à bien ce type d'élevage. Le comte Orlov-Chesmensky (1737-1807) cherche à produire deux lignées équines, l'une pour l'équitation et l'autre pour la traction légère au trot.

### Cheval de selle d'Orlov

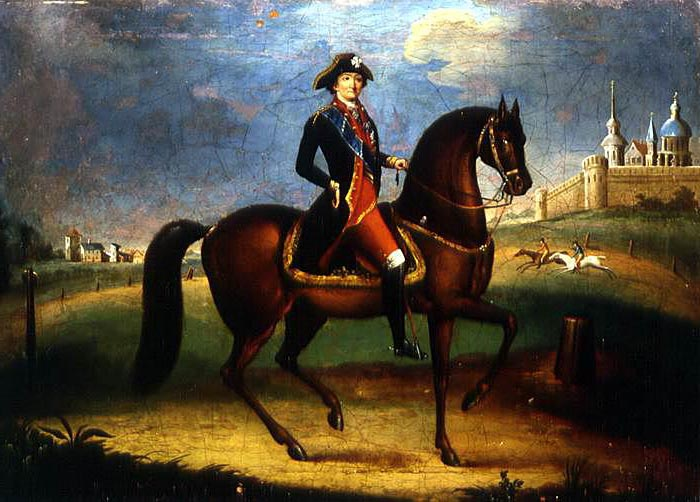
Le comte Alexeï Orlov montant l'un de ses chevaux de selle, d'après une peinture à l'huile d'origine inconnue, 1796.

À la fin du XVIIIe siècle, des croisements de type Anglo-arabe sont pratiqués par le comte Alexeï Orlov. Il s'agit de la première race de cheval de selle développée en Russie, au haras de Khrenov,,. Deux lignées émergent, celle de l'Arabe gris Smetanka, et celle de l'Arabe bai Saltan,. Le croisement entre ces deux lignées fait naître un cheval de selle localement nommé en russe Orlovskaïa verkhovaïa, soit « cheval de selle d'Orlov », plusieurs décennies avant l'émergence de la race Anglo-arabe en Europe. L'étalon bai doré Yachma I, né en 1816, peut être considéré comme le fondateur véritable de la race.
En plus des croisements de type Anglo-arabe, des étalons Frederiksborg, Karabakh, espagnols, napolitains, et des chevaux turcs et perses (dont peut-être un Akhal-Téké et un Turkoman) sont utilisés sur la jumenterie du comte Orlov, exclusivement russe. Il applique un processus de sélection strict et pratique des croisements consanguins, tout en continuant à importer régulièrement des poulinières, principalement de race Pur-sang, depuis l'Angleterre. Le cheval de selle d'Orlov devient rapidement populaire dans toute la Russie, grâce à sa beauté et à ses qualités de dressage. Il gagne des caractéristiques propres qui le distinguent de ses ancêtres arabes et européens. Il est de grande taille (1,60 m en moyenne), doté d'une ossature solide tout en restant raffiné, principalement de robe baie foncée ou noire. Sa tête est gracieuse, son port de queue particulièrement élégant, ses pieds sont solides et ses mouvements pleins de grâce et d'élégance.

### Rostopchin

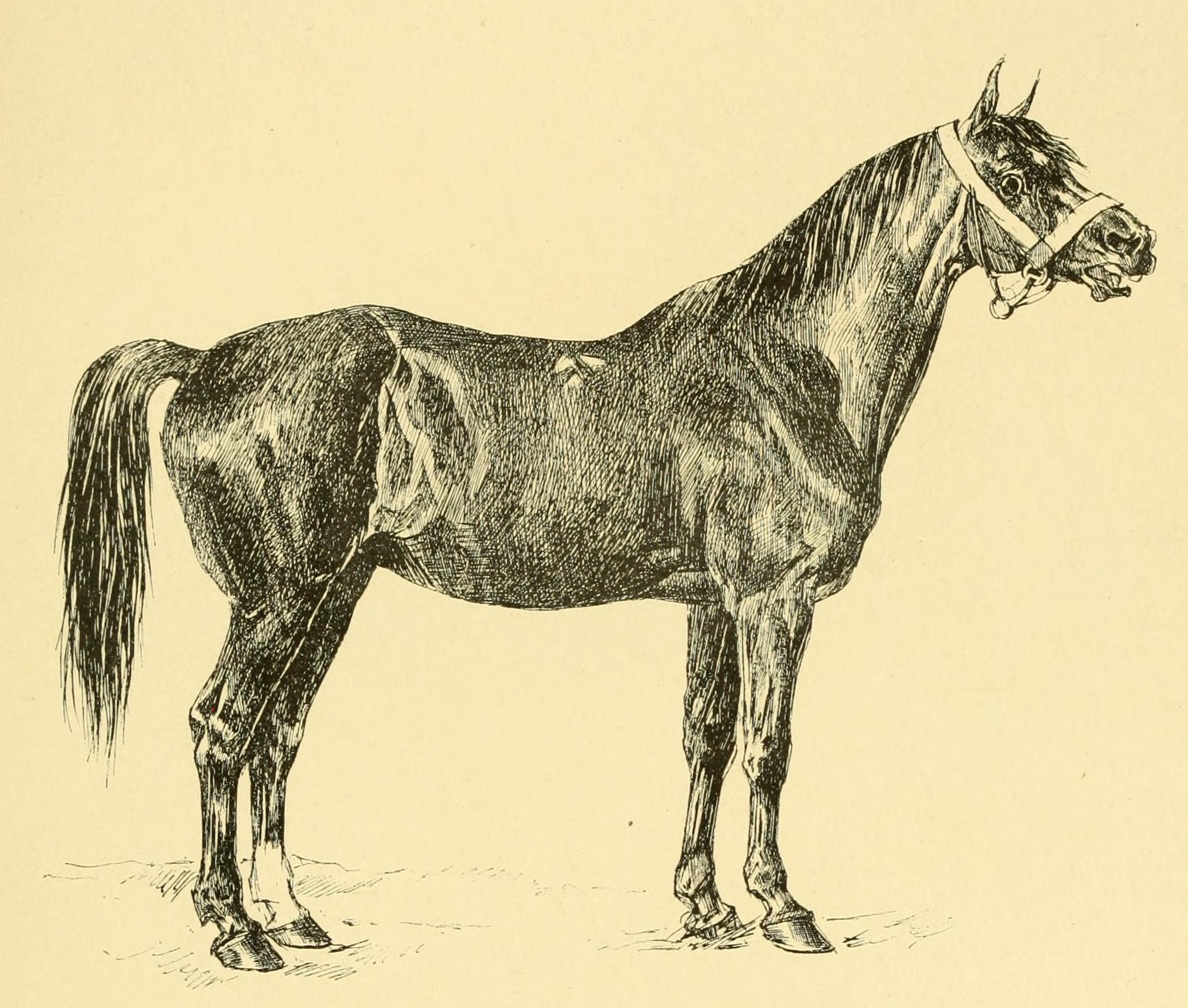
Fenella, jument de la race de selle Rostopchin.

Parallèlement, un autre cheval de type Anglo-arabe est développé au début du XIXe siècle par le comte et écuyer Andreï Fedorovitch Rostoptchine (ru). Il crée un haras à Voronovo, près de Moscou, puis le transfère en 1815 à Annenkovo. À partir de 1802, il importe quatre étalons arabes de souche Siglavy et Koheilan, et les croise avec des juments de race Karabakh, Kabardin, Karabair, des juments perses, et du Don. Il pratique lui aussi une sélection rigoureuse, basée notamment sur la vitesse, le type et l'habileté au travail. Le Rostopchin est un cheval de selle vif et agile, généralement de robe noire ou baie. Il est plus petit que le cheval de selle d'Orlov, puisqu'il toise en moyenne 1,50 m.

### Orlov-Rostopchin
Le haras de Khrenov et celui de Rostopchin sont tous deux nationalisés par le gouvernement russe en 1845. Les deux races sont un premier temps gardées séparément. Progressivement, les juments de Rostopchin sont croisées avec les étalons d'Orlov, si bien que cette nouvelle race prend le nom d'Orlov-Rostopchin. Les étalons Orlov ont la plus forte influence,. En 1867, les étalons Frant, Fakel et Fazan sont distingués à l'exposition universelle de 1867, en tant que « parfaits chevaux de selle ». En 1883, l'Orlov-Rostopchin est un grand cheval de selle élégant, destiné à l'armée russe. Dans les années 1880, l'Orlov-Rostopchine est élevé spécifiquement comme monture de dressage pour la cavalerie, mais pas comme cheval de bataille. La race devient très célèbre à l'échelle internationale grâce à sa présence à la cour tsariste, à son utilisation comme cadeau dans le cadre des relations diplomatiques de la Russie, et à de nombreuses exhibitions du milieu du XIXe siècle jusqu'au début du XXe siècle, durant lesquelles elle remporte différents prix d'excellence. Quelques-uns de ces chevaux mondialement connus sont les étalons Fakel, Fazan, Priyatel, Priezd, Vorobei et Bayanchik, issus de Felkersam I et II, et de Saltan.
Il n'est pas d'officier fortuné, de dandy, de mondaine qui ne veuille en acquérir, ne fût-ce que pour faire le beau ou la belle en se montrant sur l'un de ces chevaux brillants dans les deux sens du terme.
L'Orlov-Rostopchin est considéré comme un cheval de selle et de cavalerie idéal, voire comme un cheval de sport,, et destiné aussi bien à l'attelage qu'à la pratique du dressage. Cependant, Matthew Horace Hayes juge à l'observation qu'ils ne sont pas de bons chevaux de selle, mais plutôt des carrossiers légers.
La Première Guerre mondiale est presque fatale à l'Orlov-Rostopchin. L'immense majorité de ces chevaux destinés à l'armée tsariste meurent du conflit ou de ses suites, la Révolution russe. Un incendie tue une grande partie du cheptel, ce qui conduit à la publication de différents documents qui annoncent la disparition de la race Orlov-Rostopchin.

### Première renaissance du selle russe
Malgré tout, des survivants sont localisés et élevés par des personnes qui respectent la race pour ses qualités, parfois en croisement avec des chevaux de type similaire. En 1931, Semion Boudienny prend l’initiative de rassembler le peu de chevaux survivants au haras de Limarev et tente de régénérer la race. Il ne retrouve que cinq étalons et quatre juments. Il déplace le haras à Derkul en 1933 et y adjoint 28 juments demi-sang, ainsi que neuf juments anglo-arabes et 45 juments d'autres races. Il pratique l'élimination progressive de l'influence des autres races au fil des croisements. Le cheval qui en résulte prend le nom de « selle russe », à la demande du gouvernement soviétique. Il est issu d'une sélection stricte basée sur le type et l'apparence, avec une grande ouverture aux croisements. La nouvelle race du selle russe est présentée à un show d'agriculture en 1939, et comparée au cheval arabe. Avant l'éclatement de la Seconde Guerre mondiale, la sauvegarde de la race est considérée comme acquise. La Seconde Guerre mondiale anéantit à nouveau le cheptel, les seuls survivants étant les chevaux présentés au salon d'agriculture de Moscou. La tentative de déplacer les chevaux dans l'Oural pendant l'invasion allemande de 1941 est un échec, car les animaux sont bombardés et meurent.

### Selle ukrainien
La renaissance de la race s'avère extrêmement difficile, puisqu'il ne reste que deux étalons et une jument. Dans les années 1950, une restauration non officielle de la race s'engage, en utilisant un processus de sélection sans papiers. Un nouveau recours aux croisements avec des Trakehner et Anglo-hongrois, complété avec des chevaux Arabes et des Pur-sangs, permet de recréer un cheval proche de l'Anglo-arabe, qui est ensuite croisé avec des Akhal-Tékés. Par la suite, seuls les étalons de pure race selle russe sont autorisés à saillir. Au bout de huit ans, cette nouvelle race élevée à Derkul prend le nom de selle ukrainien. À cette époque de guerre froide, l'élevage équin n'est plus en faveur en URSS. Khrouchtchev ordonne l'élimination des chevaux de selle et de course pour produire de la viande. Cependant, le pays brille en équitation de dressage au niveau olympique. Ces chevaux olympiques proviennent surtout des haras de Aleksandriisky et Dnipropetrovsk.

### Seconde renaissance du selle russe
Dans les années 1970, l'excellence de l'équitation de dressage est reconnue par l'Institut d'élevage de l'Union soviétique, qui demande une restauration officielle du selle russe. Un travail de sélection est mené à partir de 1978. Les lignées du selle ukrainien qui gardent les traces de la vieille race Orlov-Rostopchin sont déplacées au haras d'État de Starojilovski, au sud-est de Moscou. Les zootechniciens russes pratiquent des croisements avec des Trakehners, des Anglo et Arabo-Trakehner, des Pur-Sangs, des Akhal-Tékés et des trotteurs Orlov. Bien que le selle russe soit présumé absorbé dans le selle ukrainien, la réalité est celle d'une re-création de la race du selle russe suivant le même procédé que par le passé. Ce cheval remonte l'équipe de dressage soviétique lors des échéances internationales.
Les animaux doivent posséder au moins un quart d'origine Orlov-Rostopchin. L'objectif n'est pas tout à fait de recréer l'ancienne race, mais plutôt de faire émerger un cheval qui en possède les qualités. Le ministère de l'Agriculture russe finit par renoncer à tout contrôle sur le projet, et confie la restauration du stud-book à l'Académie nationale de l'agriculture, gérée par K. A. Timiriazev. Les objectifs d'élevage sont définis, incluant un accroissement progressif du cheptel de poulinières jusqu'à un nombre de 300, une augmentation progressive de la taille et de la carrure de la race, des allures légères, une recherche d’élégance et de raffinement, et un accent sur les qualités sportives, en particulier pour le dressage. Les chevaux moins conformes au type recherché sont vendus, les plus conformes sont conservés comme réserve d'élevage. Des chevaux sont progressivement déplacés du haras de Starojilovski vers ceux de Sergeiyevski et Korobovo, où de nouvelles lignées voient le jour. Le contrôle du stud-book reste entre les mains de Timiriazev. Quelques croisements avec des chevaux Perses et Pur-sang interviennent avant la réouverture officielle du stud-book, en 1994, avec sa publication par l'Institut national agronomique à Moscou. En 1988, deux hongres Orlov-Rostopchin, Barin et Dikson, concourent pour l'URSS aux Jeux olympiques de Séoul.
La dislocation de l'URSS a des conséquences mitigées sur la race. Le groupe de reproduction principal est gardé au haras de Starojilovski, mais le manque de financements de la fédération équestre russe nuit à l'Orlov-Rostopchin. Les premières exportations de chevaux sont rendues possibles avec la perestroïka. Certains des meilleurs chevaux sont vendus à des pays concurrents sous l'appellation de « Trakehner russe », mais leurs nouveaux acquéreurs ne se soucient pas de préserver les lignées de la race. Fin 1996, un étalon noir élite I très élégant, Iskusnik, est importé par un élevage des États-Unis. La race est considérée en danger critique d'extinction. En 2007, le selle russe souffre de la concurrence des autres races de chevaux de sport et d'un manque de reconnaissance, y compris dans son propre pays.

## Description
C'est un cheval de selle de grande taille, très élégant et d'une conformation jugée comme bonne. Il toise habituellement de 1,55 m à 1,65 m, la race moderne atteignant une taille dans une fourchette entre 1,53 m et 1,74 m. La tête est légère, avec un profil concave, un front large et une longue nuque. Le garrot est long et bien sorti. Le dos et la croupe sont longs et musclés, les côtes sont arrondies et les jambes, allongées. La conformation recherchée est celle d'un cheval de sport élégant capable de se rassembler, doté d'une longue encolure gracieuse et de longues jambes sèches. L'animal doit être à la fois beau et athlétique.

### Robe
La robe du selle russe de l'entre-deux-guerres est uniquement le noir. C'est également l'unique robe acceptée chez la race telle qu'elle a été recréée après la Seconde Guerre mondiale, seuls les individus noirs ou noir pangaré sans marques blanches étant acceptés. Les critères sont désormais un peu plus souples. Le noir zain est la couleur la plus souhaitable. De nombreux individus ont des marques blanches peu étendues, petites balzanes et étoiles en tête. Plus de 90 % des chevaux du stud-book sont noirs ou bai-bruns. Le blanc est interdit au-dessus du genou ou du jarret, de même que les listes qui débordent de la tête ou qui s'associent à des yeux bleus.

### Tempérament, entretien et allures
La sélection au haras de Khrenov a forgé une race résistante aux conditions climatiques extrêmes. Pour alimenter la remonte, les chevaux sont élevés au paddock toute l'année, quelles que soient les conditions climatiques. La race a fait l'objet d'une étude visant à déterminer la présence de la mutation du gène DMRT3 à l'origine des allures supplémentaire : l'étude de 14 sujets n'a pas permis de détecter la présence de cette mutation chez le Selle russe, et il ne semble pas exister de chevaux ambleurs parmi la race.  

### Sélection
Depuis la seconde moitié du XXe siècle, la race fait l'objet d'évaluations régulières en Russie. Les jeunes Orlov-Rostopchins sont jugés à deux et quatre ans, pour être classés dans une catégorie : Élite-1, 2 ou 3 ; Classe I-1, I-2 ou I-3. Seuls les chevaux classés Élite-1 ou Élite-2 sont autorisés à la reproduction, avec quelques Élite-3 qui se sont révélés tardivement. L'évaluation porte sur le type, les proportions, la conformation, l'ascendance, la couleur de robe et la capacité sous la selle. À deux ans, cette évaluation ne porte que sur les allures et le saut en liberté. À quatre ans, il est plus sélectif et comporte des tests montés et un parcours de saut d'obstacles. Les chevaux sélectionnés sur une discipline particulière sont évalués pour celle-ci. Les étalons choisis deviennent des reproducteurs. Il est fréquent que les étalons sortent en compétition à jusqu'à l'âge de cinq et six ans, puis entament leur carrière de reproducteurs.

## Utilisations

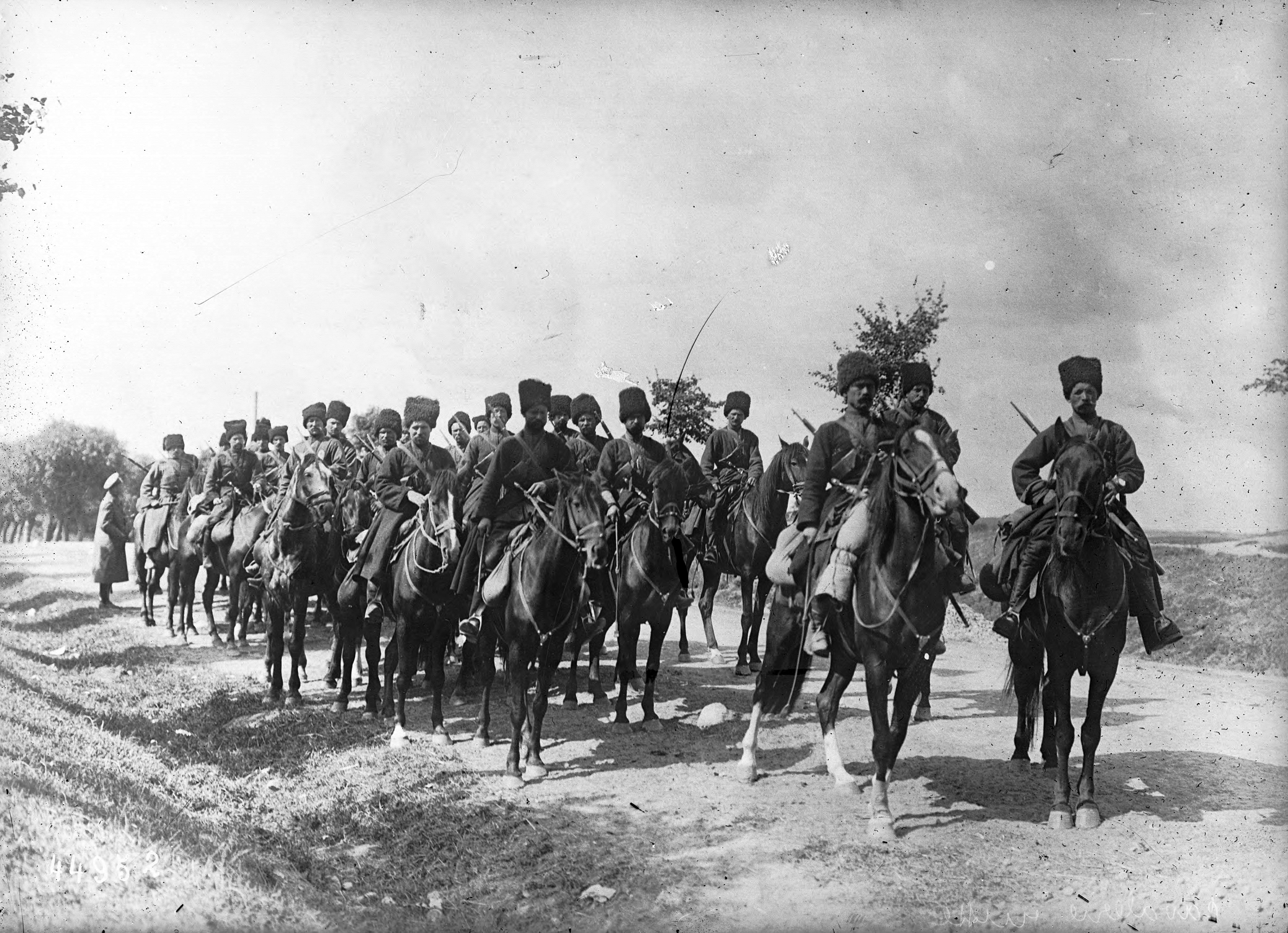
Cosaques de l'Armée russe en 1915.

La destination première de ce cheval de selle a toujours été la cavalerie russe, puis les compétitions de dressage. Du fait de sa grande élégance, l'Orlov-Rostopchin est considéré comme un améliorateur de races. Il a influencé en croisement le cheval du Don, le Strelets, et plusieurs chevaux des steppes de l'Est de la Russie, entre autres le Kustanair.

## Diffusion de l'élevage
L'étude de l'université d'Uppsala (2010) considère l'Orlov-Rostopchin comme une race à diffusion internationale et transfrontière. D'après l'évaluation de la FAO réalisée en 2007, la race est toujours en danger critique d'extinction (statut « C »). Le cheval de selle d'Orlov (Orlovskaya verkhovaya) et le Rostopchin sont signalés tous deux comme éteints sur la base de données DAD-IS de la FAO. L'organisme répertorie également le Russkaya krovnaya verkhovaya (selle russe) en tant que race de selle éteinte, absorbée par le selle ukrainien en 1945.
L'Orlov-Rostopchin est très rare, puisqu'en 1988, l'effectif recensé est de seulement huit étalons pour 96 juments. D'après l'International Museum of the Horse, l'effectif mondial de la race serait d'environ 500 individus (en 2015). Quelques chevaux sont présents aux États-Unis, où la race dispose d'une association (Orlov-Rostopchin Sporthorse Association) gérant le cheptel pour toute l'Amérique du Nord. Cependant, cette association ne travaille pas avec les représentants du stud-book russe, et n'est donc pas considérée comme représentative par les Russes. La collaboration entre les éleveurs russes et américains apparaît comme une condition nécessaire à la survie de la race.

## Dans la culture

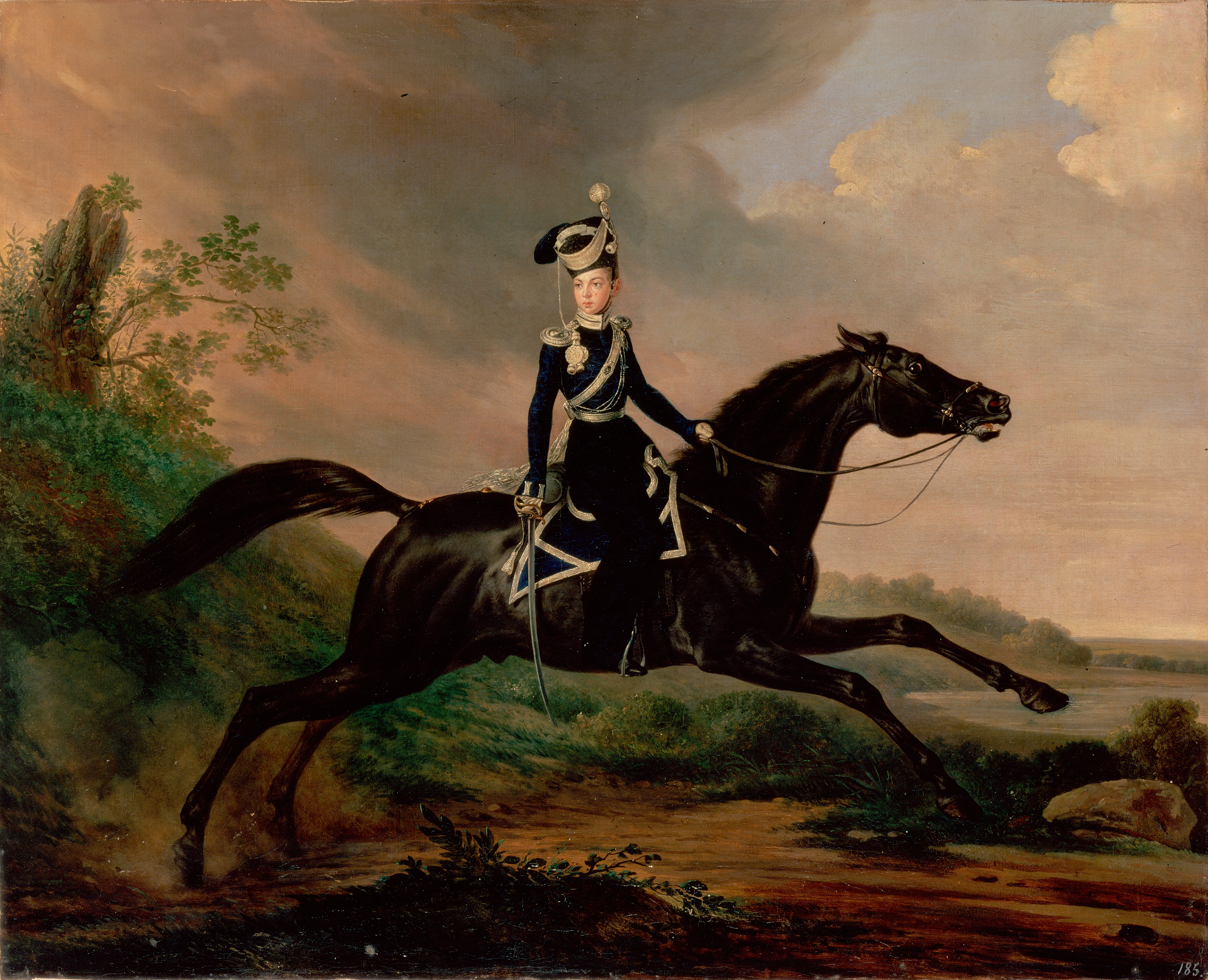
Portrait équestre d'Alexandre II par Franz Krüger, 1832.

L'Orlov-Rostopchin est semble-t-il, d'après Jean-Louis Gouraud, souvent représenté sur les portraits équestres commandés par les aristocrates russes au XIXe siècle, en particulier sur ceux de Nicolas Swertschkoff. Il est cité comme le premier cheval de selle développé pour le tsar en 1845, dans le roman Choosers of the Slain de John Ringo.